# Ministerium für Sport Luxemburg

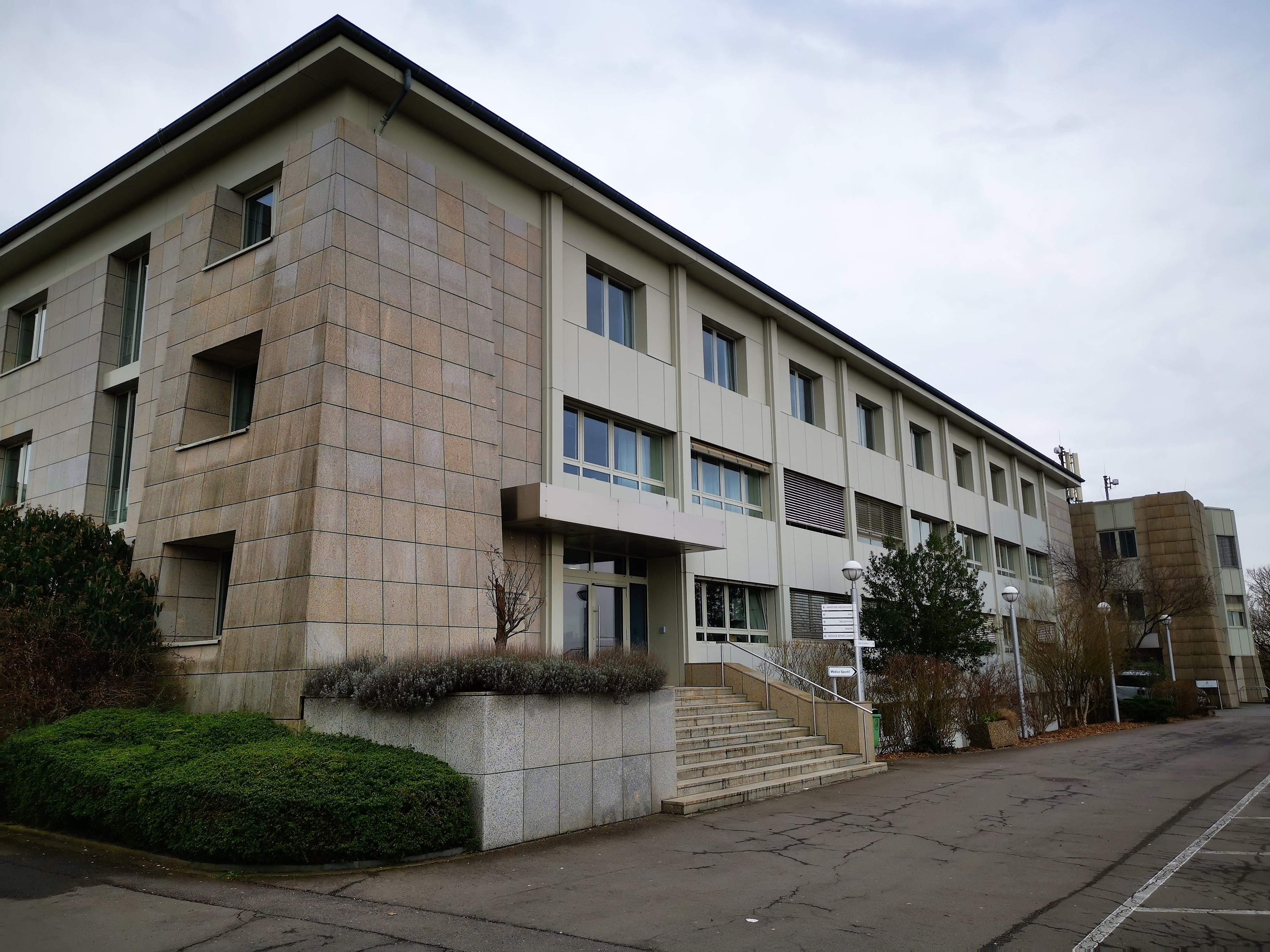
Sitz des Sportministeriums in Cents

Das Ministerium für Sport (Ministère des Sports) ist für die Sportpolitik der Regierung des Großherzogtums Luxemburg verantwortlich.

## Kompetenzen
Kompetenzen und Zuschnitt des Ministeriums sind mittels großherzoglichem Beschluss vom 28. Mai 2019 festgelegt. Dazu gehören:
- Erhalt und Verbesserung der Gesundheit,
- Entfaltung der Persönlichkeit,
- soziale Integration,
- Entwicklung gesellschaftlicher Beziehungen
- sowie das Erreichen sportlicher Resultate auf allen Wettbewerbsebenen.

## Institute
- Nationales Sportinstitut (INS)
- Nationale Sportschule (ENEPS)

## Öffentlich-rechtliche Einrichtungen
- Centre national sportif et culturel („d’Coque“)
- Conseil supérieur des sports
- Nationales Olympisches Komitee
- Sportverbände
- l’Agence Luxembourgeoise Antidopage (ALAD)
- Sportlycéen

## Liste der Minister
- 13. Juni 2004 bis 7. Juni 2009: Lucien Lux (LSAP)
- 7. Juni 2009 bis 5. Dezember 2018: Romain Schneider (LSAP)
- 5. Dezember 2018 bis 5. Januar 2022: Dan Kersch (LSAP)
- 5. Januar 2022 bis 17. November 2023: Georges Engel (LSAP)
- seit 17. November 2023: Georges Mischo (CSV)